# Bodenseeufer (Gmk. Wangen, Hemmenhofen)
Das Bodenseeufer (Gmk. Wangen, Hemmenhofen) ist ein Naturschutzgebiet auf dem Gebiet der Gemeinden Gaienhofen und Öhningen im baden-württembergischen Landkreis Konstanz in Deutschland.
Das Schutzgebiet umfasst rund 43 Hektar der Ufer- und Flachwasserzone auf der Bodenseehalbinsel Höri zwischen den Ortschaften Wangen (Ortsteil der Gemeinde Öhningen) und Hemmenhofen (Ortsteil der Gemeinde Gaienhofen) und wurde 1961 als Naturschutzgebiet ausgewiesen. 